# Taron (Phantasialand)
Pour les articles homonymes, voir Taron.
Taron est un parcours de montagnes russes lancées construit par Intamin pour le parc d'attractions allemand Phantasialand. L'attraction est située dans la zone Klugheim, inspirée de la mythologie nordique.
L'attraction est inaugurée en même temps que le parcours de montagnes russes Raik et la zone Klugheim qui leur sert de décors le 29 juin 2016. L'ouverture au public a eu lieu le 30 juin 2016. Cette zone remplace l'ancien village far-west Silver City fermé en 2014.

## Description
Le parcours possède deux voies de lancement par moteur linéaire (LSM) conçus par la société suisse Indrivetec. Taron est selon la direction de Phantasialand les plus rapides montagnes russes multi-lancement au monde (> 117 km/h) maintenant égales par All Speeds dans le parc Sunac Land Chengdu en Chine qui ont quasiment exactement le même parcours, mais les montagnes russes Pantheon au parc Busch Gardens Williamsburg prétendent aussi détenir ce record. Cependant, la vitesse de ces deux attractions est dépassée par les montagnes russes Soaring with Dragon dans le parc Hefei Sunac Land situé en Chine dans la ville Hefei. Taron sont cependant les plus longues montagnes russes de ce type au monde entier,. L'attraction peut fonctionner avec 4 trains en simultané sur le parcours. Chaque train se compose de quatre voitures de huit rangés doubles.
Comme pour l'attraction Black Mamba, la topologie de la zone a été façonnée de manière à interagir avec l'attraction. D'immenses structures représentant des montagnes de roches basaltiques et volcaniques ont été sculptées en béton pour servir de décor à la zone,.

## Galerie

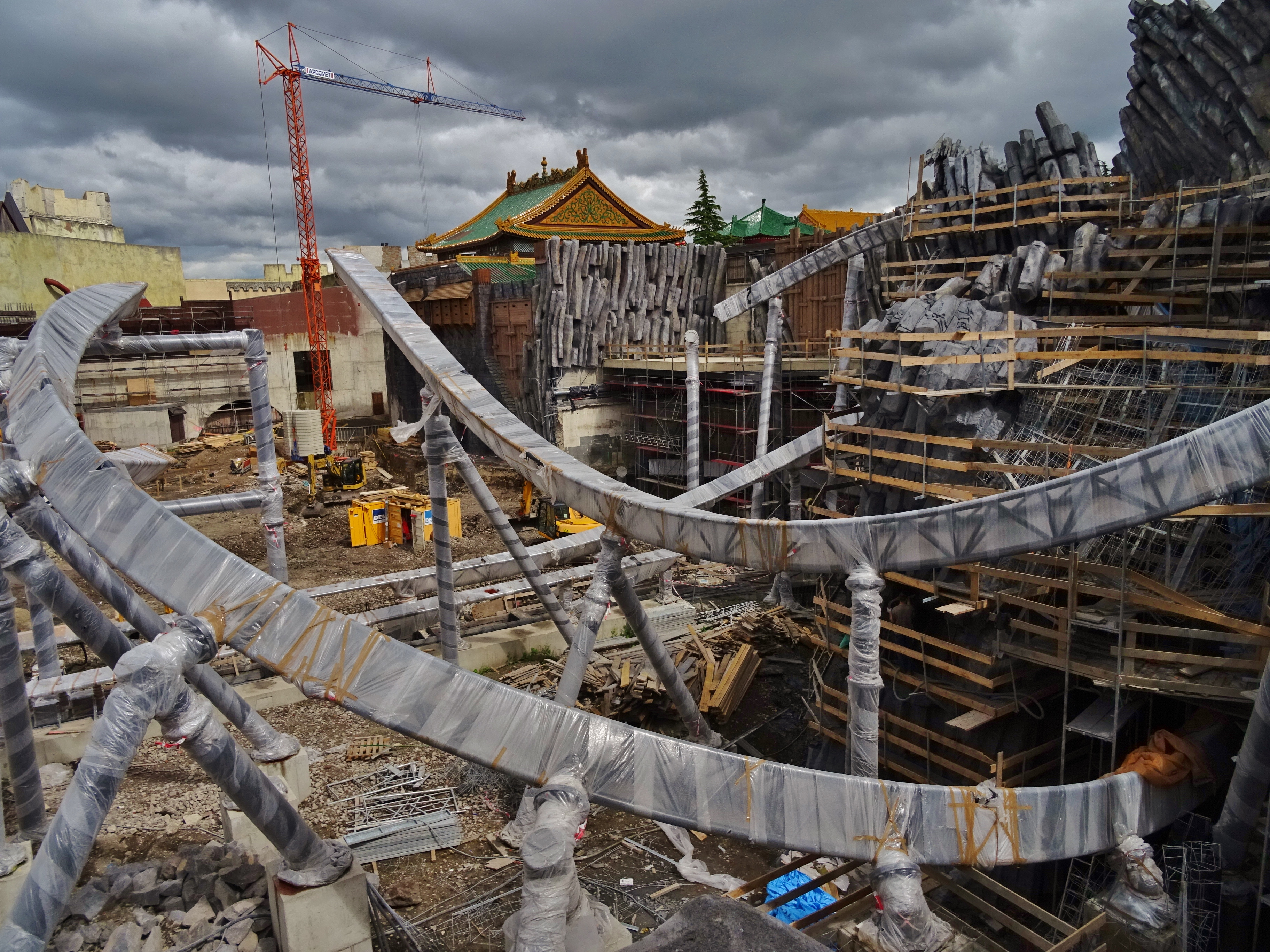
Construction de Taron et des décors alentour en juillet 2015.
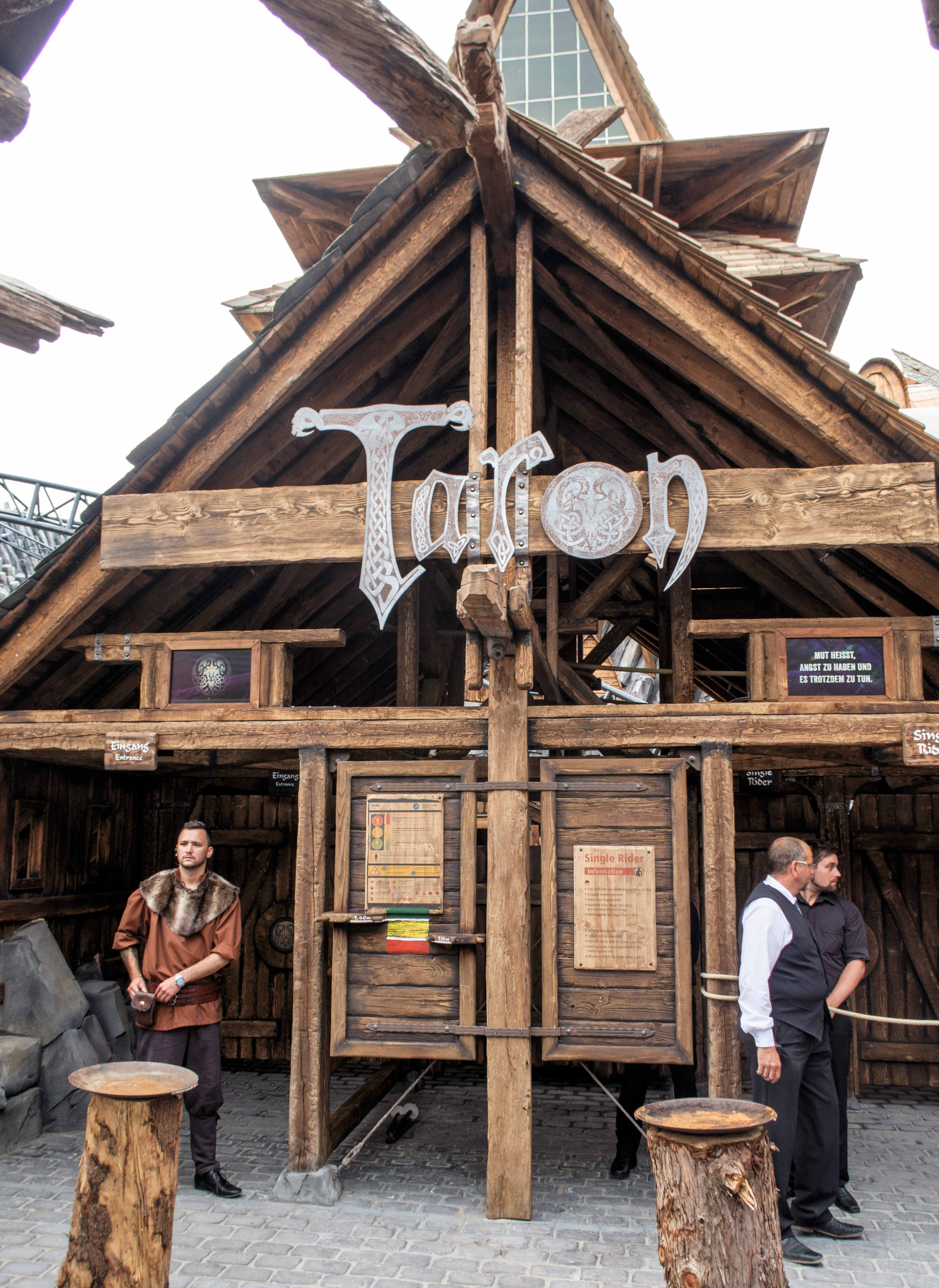
Entrée de l'attraction.
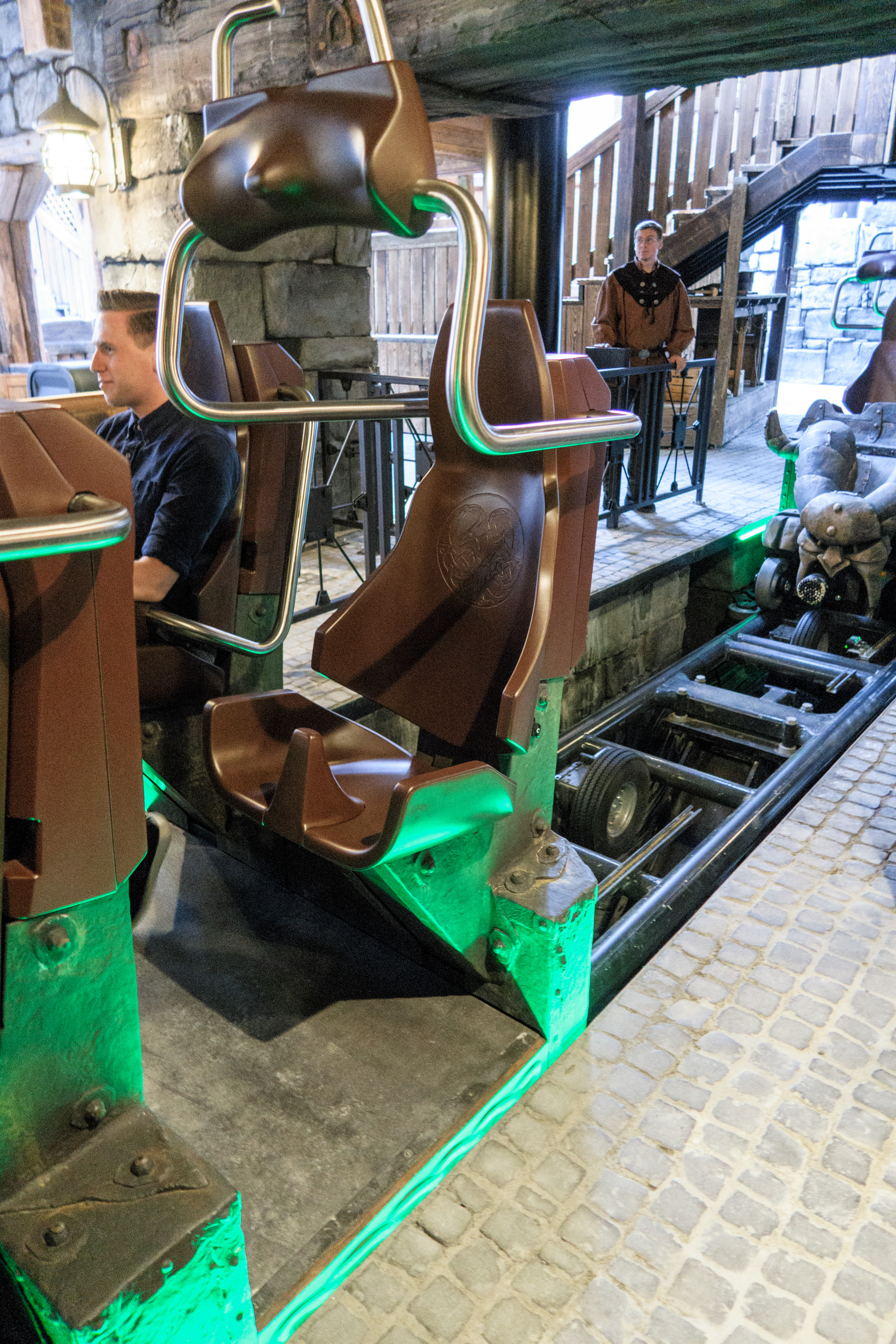
Siège sur l'un des 4 train de l'attraction.
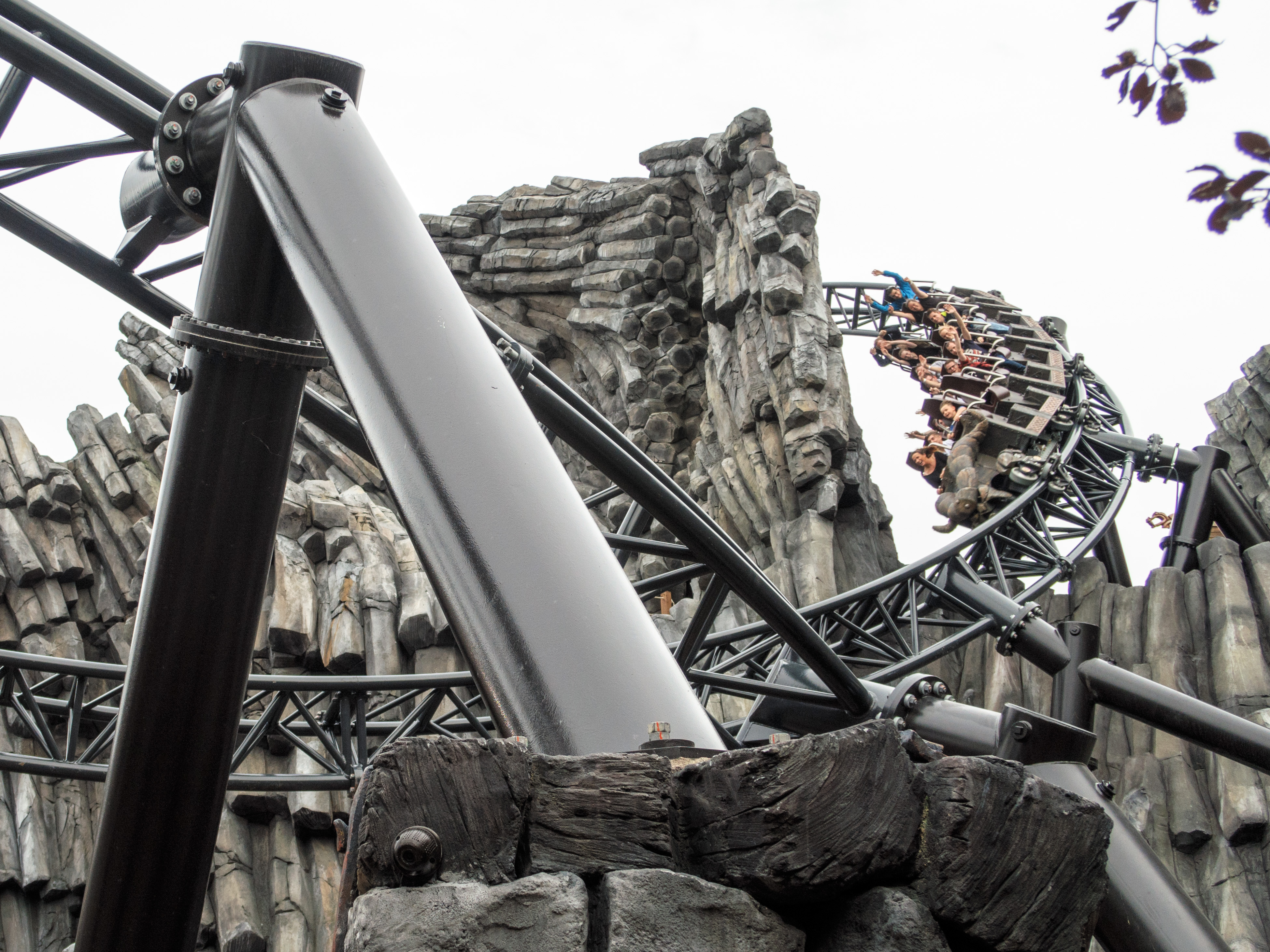
Train sur le parcours longeant les décors sculptés.
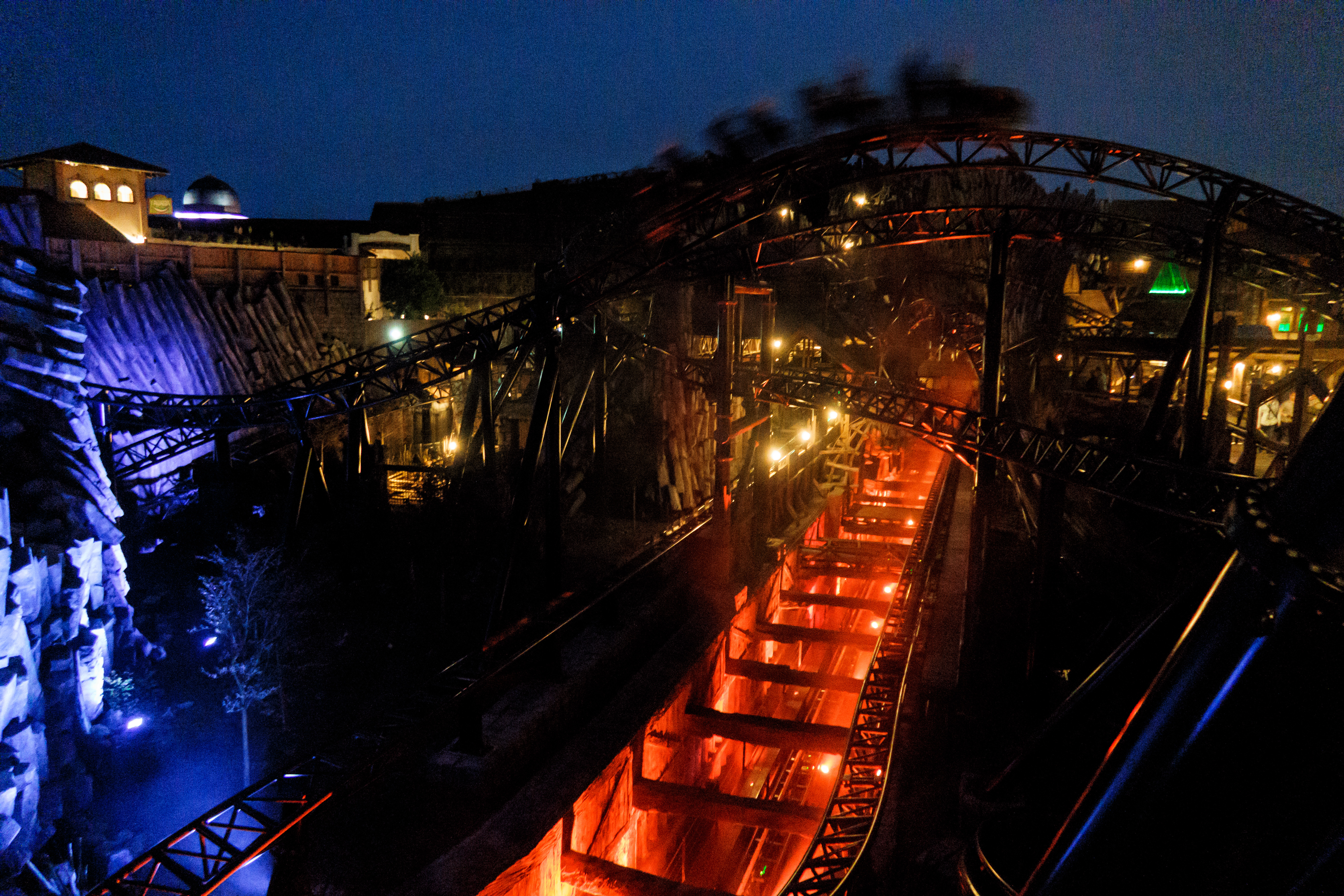
Vue nocturne de la zone.